# Stefano Maldifassi
Stefano Maldifassi (* 31. Oktober 1970) ist ein früherer italienischer Skeletonpilot.
Stefano Maldifassi aus Mailand begann 1997 mit dem Skeletonsport und gehörte seit 1998 dem Nationalkader Italiens an. Im Januar 1999 bestritt er in Igls sein erstes Weltcup-Rennen und wurde dort 31. Seine beste Saison fuhr der Italiener 2002/03, als er in Igls 13. sowie in Altenberg und St. Moritz 14. wurde und damit seine besten Weltcup-Resultate erreichte. Bei der Skeleton-Weltmeisterschaft 2003 in Nagano fuhr er auf Rang 19, 2004 in Königssee wurde er 23. Die Europameisterschaft 2003 beendete Maldifassi zeitgleich mit dem Norweger Odd Arne Almli als 14. Vor allem national war er sehr erfolgreich. Zwischen 1999 und 2003 gewann er fünfmal in Folge den italienischen Meistertitel. 2004 wurde er hinter Maurizio Oioli noch einmal Vizemeister. Seine letzten Rennen bestritt er 2005. Heute arbeitet Maldifassi als Techniker für den italienischen Skeleton-Verband.